# Landkreis Potsdam-Mittelmark
Landkreis Potsdam-Mittelmark är ett län (Landkreis) i det tyska förbundslandet Brandenburg.
Landkreis Potsdam-Mittelmark ligger norr och öster om förbundslandet Sachsen-Anhalt, söder om länet Havelland och staden Brandenburg an der Havel samt väster om länet Teltow-Fläming och städerna Potsdam och Berlin. Kreisstad och administrativ huvudort är Bad Belzig (11 000 invånare).  De största orterna i länet är Werder (23 000 invånare), samt Berlinförstäderna Teltow (23 000) och Kleinmachnow (20 000).
Namnet Potsdam-Mittelmark kommer från bygden omkring staden Potsdam och det historiska landskapet Mittelmark.  Potsdam gränsar till Potsdam-Mittelmark, men tillhör inte länet utan är en självständig kretsfri stad.

## Administrativ indelning
I förvaltningsrättslig mening finns i modern tid ingen skillnad mellan begreppet Stadt (stad) gentemot Gemeinde (kommun). Följande kommuner och städer ligger i Landkreis Potsdam-Mittelmark.

### Städer och kommuner
Sedan kommunreformen 2003 består Landkreis Ostprignitz-Ruppin av 23 kommuner (Gemeinden), varav 6 är städer. Inom området finns dessutom tre kommunalförbund (Ämter) som består av flera mindre städer och kommuner som samförvaltas.

#### Amtsfria städer
| - Beelitz - Bad Belzig | - Teltow | - Treuenbrietzen | - Werder (Havel) |

#### Amtsfria kommuner
| - Gross Kreutz (Havel) - Kleinmachnow - Kloster Lehnin | - Michendorf - Nuthetal | - Schwielowsee - Seddiner See | - Stahnsdorf - Wiesenburg/Mark |

#### Ämter och tillhörande städer och kommuner

##### Amt Beetzsee
| - Beetzsee - Beetzseeheide | - Havelsee (stad) | - Päwesin | - Roskow |

##### Amt Brück
| - Borkheide - Borkwalde | - Brück (stad, amtssäte) - Golzow | - Linthe | - Planebruch |

##### Amt Niemegk
| - Mühlenfliess | - Niemegk (stad, amtssäte) | - Planetal | - Rabenstein/Fläming |

##### Amt Wusterwitz
| - Bensdorf | - Rosenau | - Wusterwitz |  |

##### Amt Ziesar
| - Buckautal - Görzke | - Gräben - Wenzlow | - Wollin | - Ziesar (stad, amtssäte) |